# 喀麥隆康尼麗魚
喀麥隆康尼麗魚（学名：Konia dikume）為輻鰭魚綱鱸形目隆頭魚亞目慈鯛科的其中一種，被IUCN列為極危保育類動物，分布於非洲喀麥隆西部Barombi湖流域，體長可達11.2公分，棲息在湖泊，以蚊子幼蟲為食，能適應湖泊溶氧量變化。

## 擴展閱讀
維基物種上的相關：喀麥隆康尼麗魚